# Óriás koraidenevér
Az óriás koraidenevér (Nyctalus lasiopterus) az emlősök (Mammalia) osztályának a denevérek (Chiroptera) rendjéhez, ezen belül a kis denevérek (Microchiroptera) alrendjéhez és a simaorrú denevérek (Vespertilionidae) családjához tartozó faj.

## Előfordulása
Európában és Észak-Afrikában honos.

### Magyarországi előfordulása
Az óriás koraidenevérek hazai előfordulása az Északi-középhegységen és a Dunántúli-középhegységen van.

## Megjelenése
Testtömege 41-76 gramm, testhossza 84–104 mm, farok 55–65 mm, alkar 63–69 mm, fül 21–26 mm, szárnyfesztávolsága 41–46 cm. Bundája sötétebb színezetű, testhez simuló, rövid szőrzettel. A fülkagyló és a fülfedő lekerekített.

## Életmódja
Az óriás koraidenevér igazi odúlakó denevér, néhány ritka eset kivételével mindig faodvakban keres búvóhelyet. Tápláléka rovarok. Ha teheti legtöbbször vizek felett vadászik. Repülése kissé nehézkes, szárnycsapásai lassúbbak, nagy testével kevésbé fordulékony. Repülés közben ciccegő hangot ad ki.

## Szaporodása
A nőstény június végén két, ritkábban egy utódot hoz a világra.

## Természetvédelmi állapota
2007-ben az óriás koraidenevér volt az év denevére. 
Fokozottan védett faj, természetvédelmi értéke 500 000 Ft.